# SMS Amazone (1900)
Pour les autres navires du même nom, voir SMS Amazone.
Le SMS Amazone est un petit croiseur de la Kaiserliche Marine puis de la Reichsmarine, appartenant à la classe Gazelle.

## Histoire
Le 21 décembre 1901, l'Amazone intègre la flotte comme croiseur de reconnaissance. Lors de son premier grand voyage, il est percuté par le navire de ligne Kaiser Wilhelm II derrière le mât de misaine. Pouvant encore naviguer, il revient au chantier naval en juillet 1902. Il subit de nouveau un dommage lors d'une manœuvre avec le navire-hôpital Hansa. Cela l'empêche de faire une mission au Venezuela.
La réputation du croiseur d'être le navire le plus malchanceux se renforce quand au moment de traverser l'Atlantique il s'échoue le 2 juin 1903 près de Brest. Le navire est remis à flot, le commandant Gerhard Gerdes (de) et l'officier de navigation sont arrêtés.
Le 12 août 1904, le navire subit un autre accident quand il est heurté dans la fœrde de Kiel par le trois-mâts barque russe Anna. Le 3 mars 1905, il a une collision avec le torpilleur D 6 qui le contraint à être remorqué et à passer trois mois en réparation. Le 28 septembre 1905, l'Amazone est remplacée dans la flotte de reconnaissance par le SMS Berlin qui récupère son équipage. Il est mis en réserve.
Le 2 août 1914, le croiseur est remis en service et affecté en mer Baltique. Il remorque le sous-marin SM U-3 jusqu'au phare de Kõpu, soutient les troupes présentes à Klaipėda et bombarde la côte lituanienne. Le 26 août, il récupère avec le torpilleur V 26 (en) près de trois cents blessés du SMS Magdeburg après une bataille à Osmussaar. Le 9 octobre, il remorque le SM U-25 qui a connu une avarie de machines à Gdańsk. À cause de sa faible vitesse, l'Amazone est souvent près des opérations puis, à la fin de l'année, fait la liaison entre Sassnitz et Trelleborg.
De mars 1916 à mars 1917, il sert de cible pour former les sous-mariniers. En août 1916, il reçoit des canons de 105 mm et six canons de 88 mm à tir rapide. Cependant il sert de caserne jusqu'à la fin de la guerre.
Le vieux croiseur est modernisé de 1921 à 1923 au Kriegsmarinewerft à Wilhelmshaven. À la place de l'éperon saillant, il a une proue droite et un nouveau mât de misaine.
Il revient en service en mer du Nord en décembre 1923. En 1925, il fait son premier voyage à l'étranger à Rotterdam et en Norvège. En 1926, il fait partie de la flotte qui accompagne le SMS Schleswig-Holstein en mer Méditerranée et dans l'océan Atlantique du 14 mai au 17 juin, tout comme les navires de ligne Hannover, Elsass et Hessen ainsi que le croiseur Nymphe, son sister-ship. L'Amazone le Schleswig-Holstein et le Hessen font escale à Palma de Majorque. En 1927, le croiseur fait partie de la flotte qui traverse l'Atlantique. Du 2 au 5 avril, il se détourne vers Pontevedra pour remorquer le Nymphe en panne. Le 9 avril, il retrouve le navire-école Berlin dans le port de Santa Cruz de Tenerife puis ils vont à Praia. Le 24 mai, il est de nouveau avec le Berlin à Ponta Delgada puis à Lisbonne dans le cadre d'une visite étatique. Le croiseur va en Norvège en 1928 et à Göteborg en 1929.
Le 15 janvier 1930, l'Amazone est définitivement retiré du service et remplacé par le nouveau croiseur léger Köln. Le 31 mars 1931, il est supprimé de la liste des navires de guerre. Il devient un navire-caserne à Kiel. Après 1945, il est posé à Brême. L'idée de le convertir en une auberge de jeunesse n'est pas réalisée. En 1954, le navire est démoli à Hambourg.

## Commandement
| 15 novembre 1901 à septembre 1902      | Korvettenkapitän/Fregattenkapitän Ludwig Bruch         |
| Octobre 1902 à avril 1904              | Korvettenkapitän/Fregattenkapitän Gerhard Gerdes (de)  |
| Avril 1904 à mai 1904                  | Korvettenkapitän Leberecht Maass                       |
| Mai 1904 à avril 1905                  | Korvettenkapitän/Fregattenkapitän Rudolf Berger        |
| Avril à mai 1905                       | Korvettenkapitän Leberecht Maass                       |
| Mai au 28 septembre 1905               | Fregattenkapitän Rudolf Berger                         |
| 2 août 1914 à octobre 1914             | Korvettenkapitän Johannes Horn                         |
| Octobre 1914 à 14 mars 1917            | Korvettenkapitän/Fregattenkapitän Max Lutter           |
| Décembre 1923 au 23 mars 1925          | Kapitän zur See Walter Gladisch (de)                   |
| 24 mars 1925 au 23 septembre 1926      | Kapitän zur See Eduard Eichel                          |
| 24 septembre 1926 au 27 septembre 1927 | Fregattenkapitän Alfred Saalwächter                    |
| 28 septembre 1927 au 11 octobre 1929   | Fregattenkapitän/Kapitän zur See Albrecht Meißner (de) |
| 12 octobre 1929 au 15 janvier 1930     | Fregattenkapitän Ludwig von Schröder (de)              |

## Source de la traduction
- (de) Cet article est partiellement ou en totalité issu de l’article de Wikipédia en allemand intitulé « SMS Amazone (1900) » (voir la liste des auteurs).